# Rhopalomyia solidaginis
Rhopalomyia solidaginis är en tvåvingeart som först beskrevs av Friedrich Hermann Loew 1862.  Rhopalomyia solidaginis ingår i släktet Rhopalomyia och familjen gallmyggor.
Artens utbredningsområde är District of Columbia. Inga underarter finns listade i Catalogue of Life.